# Maihuenia patagonica
Maihuenia patagonica är en kaktusväxtart som först beskrevs av Phil, och fick sitt nu gällande namn av Nathaniel Lord Britton och Joseph Nelson Rose. Maihuenia patagonica ingår i släktet Maihuenia och familjen kaktusväxter. Inga underarter finns listade i Catalogue of Life.

## Bildgalleri

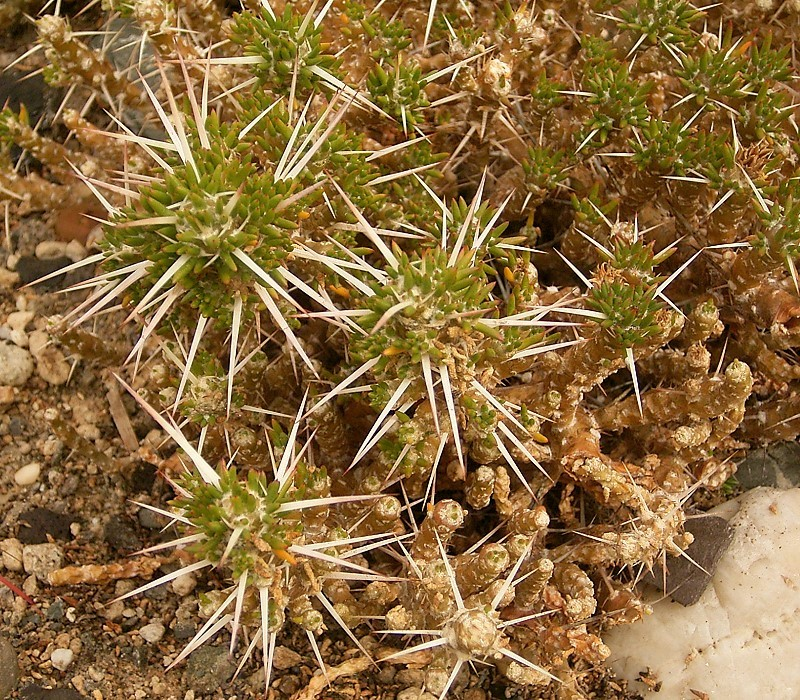
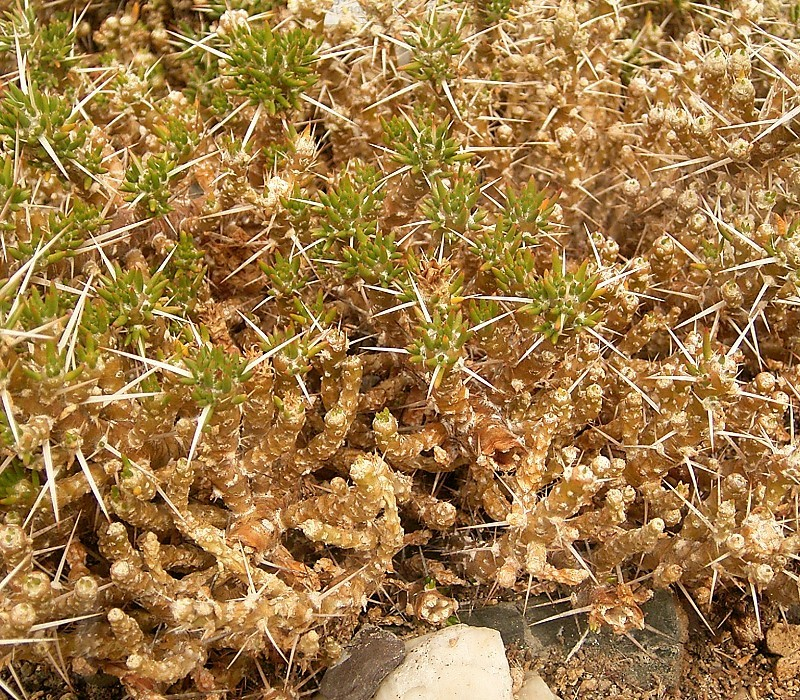